# Княжество Болгария
Кня́жество Болга́рия (болг. Кня́жество Бълга́рия) — официальное название Болгарии с момента принятия Тырновской конституции в 1879 году до провозглашения независимости в 1908 году. Представляло собой конституционную монархию с однопалатным парламентом (Народное собрание).
Глава государства — князь. Титул монарха — «князь болгар». Правящие династии: в 1879—1886 годах — Баттенбергская, с 1887 — Саксен-Кобург-Готская. Предусматривалось коллективное регентство в случае недееспособности князя.

## История
Истоки современной болгарской государственности зародились в период Временного русского управления в Болгарии, когда русская администрация управляла территорией Болгарии, занятой русской армией после Русско-турецкой войны 1877—1878 годов. Основными целями Временного русского управления были налаживание мирной жизни и подготовка к возрождению болгарского государства.
Границы нового государства были определены Берлинским конгрессом 1878 года, сильно урезавшим освобождённую Болгарию в пользу Османской империи и других соседних государств. В 1879 году в средневековой болгарской столице Тырнове была принята Учредительным собранием конституция, установившая в молодом государстве конституционную монархию. После отречения князя Александра I Баттенберга в 1886 году и периодa регентства в 1887 году на престол вступил пронемецкий правитель Фердинанд I Саксен-Кобург-Готский.
Присоединение 6 сентября 1885 года Княжеством Болгария автономной в составе Османской империи области Восточная Румелия сталa причиной начала 14 ноября того же года Сербско-болгарской войны, завершившейся победой Княжества Болгария. Бухарестский мирный договор 19 февраля 1886 года констатировал международное признание акта воссоединения Княжества с Восточной Румелией.
Во время очередного ослабления Османской империи и аннексии Австро-Венгрией Боснии и Герцеговины болгарский князь Фердинанд I, воспользовавшись моментом и по предварительному тайному соглашению с Веной, провозгласил 22 сентября 1908 года независимость Княжества и преобразование его в Царство. Принятие титула царя выражало фактический статус полной юридической независимости и полного суверенитета над Восточной Румелией. Необходимые поправки в конституцию были внесены V Великим Народным собранием в 1911 году.